# Loesje

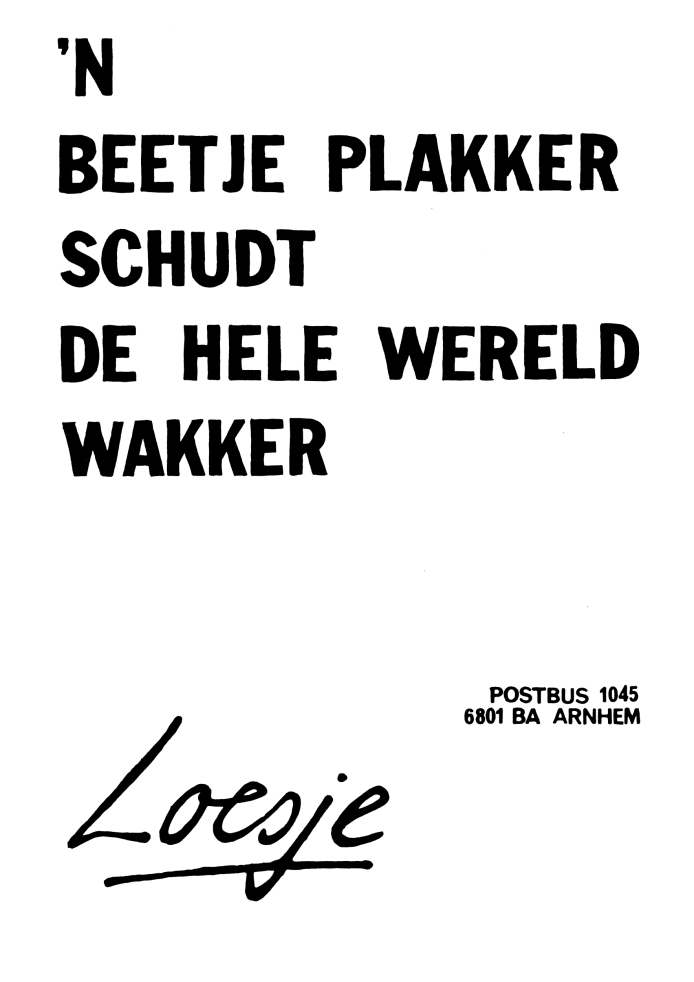
Loesjeposter uit 1988

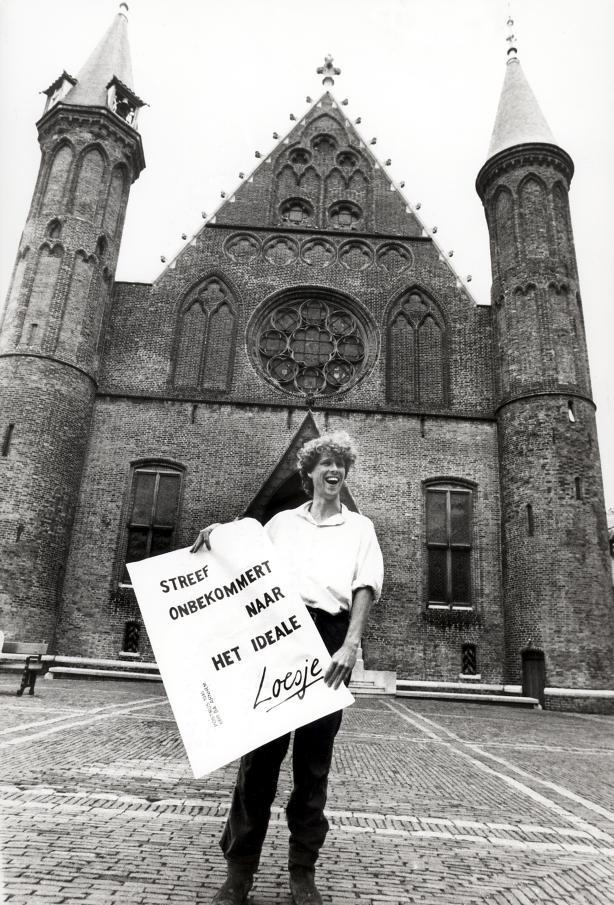
De 'politieke partij' Loesje werd gepresenteerd door lijsttrekker Niels van de Griend (1986)

Loesje is een fictief meisje dat posters met kritische en/of humoristische teksten schrijft en in de openbare ruimte plakt. De teksten van Loesje worden gekenmerkt door een positieve en humanistische benadering.

## Geschiedenis
Loesje werd op 24 november 1983 opgericht door zes personen uit diverse actiegroeperingen in Arnhem. Voor de naam werd die van Loes van Schaaijk gebruikt, indertijd een studente kunstacademie die toevallig in Arnhem café Meijers binnenliep toen de initiatiefnemers, die nog op zoek waren naar een geschikte naam voor hun project, aldaar waren samengekomen.
Aanvankelijk was onduidelijk wie achter de plaxies zat(en). Op 31 maart 1984 werden een vereniging "Loesje" en een stichting, genaamd "Vrienden van Loesje", opgericht. In eerste instantie verschenen de posters alleen in Arnhem en omstreken. Langzamerhand verschenen de teksten ook in andere plaatsen in Nederland.
In 1986 werd met de politieke partij Loesje meegedaan aan de Tweede Kamerverkiezingen. De lijst kreeg 12.399 stemmen. Het was een publiciteitsstunt.
1986 was ook het begin van Loesjes internationale carrière. In de zomer van 1986 werd de stap naar België gezet. De eerste poster op Belgische bodem was "vrij van zegel". Dat verwees naar het neutrale kritische alternatief dat Loesje was in het toen sterk verzuilde België. Tevens naar de Belgische wetgeving: affiches moesten toen nog een fiscale zegel hebben. Aan het einde van het jaar vertrokken vijftien Loesje-leden naar Parijs, om daar deel te nemen aan demonstreren tegen de plannen van de onderwijsminister Devaquet.
De internationale carrière kwam pas helemaal op gang in 1989, toen de Berlijnse Muur viel. In 1990, twee maanden na die Wende, vertrokken vijf medewerkers naar Midden-Europa. Ze trokken zes weken door Oost-Duitsland, Tsjecho-Slowakije, Polen, Hongarije en Roemenië. Van hun belevenissen werd een documentaire, Rode Peper, gemaakt en een reisverslag. Er werd een poëzie-inzamelingsactie gehouden voor het toen armlastige Polen. Vijfhonderd gedichten werden ingezameld om het land erbovenop te helpen. In de zomer van 1990 raakten in twaalf landen, vooral in Midden-Europa, mensen geïnspireerd om met Loesje mee te doen. Posters verschenen in het Hongaars, Sloveens, Zweeds, Fins en Engels. Op 29 maart 1994 werd de stichting "Loesje Internationaal" opgericht.
Tussen 2005 en 2013 hield "Loesje internationaal" kantoor in Berlijn. Daarna is het internationaal-kantoor weer teruggekeerd naar Arnhem en zijn er Loesjegroepen in meer dan 25 landen gekomen. In het buitenland richt Loesje zich met name op het bevorderen van de vrijheid van meningsuiting en vrijheid van expressie. Loesje voert verschillende (o.a. internationale) activiteiten uit om haar doelstellingen te verwezenlijken.
Loesje is een ideële non-profitorganisatie en werkt sinds haar bestaan bewust onafhankelijk van structurele subsidies. Af en toe maakt ze gebruik van projectsubsidies. Loesje ontvangt vergoedingen als externe partijen haar posters willen gebruiken, alsook particuliere donaties. Zij genereert inkomsten uit workshops geven, teksten in opdracht schrijven en door verkoop van onder meer boekjes, kalenders, ansichtkaarten en T-shirts. In december 2010 heeft Loesje een winkel in Arnhem, aan de Hommelseweg geopend. In 2020 is de winkel permanent gesloten, maar ze verkoopt haar producten wel nog via de website.

## Rechtszaken
De afgelopen 20 jaar is Loesje herhaaldelijk bij rechtszaken betrokken geweest. Daarbij ging het om de grens van het recht op vrije meningsuiting en de mogelijkheden van de overheid om dat recht te beperken. In meerdere zaken probeerden gemeenten bestuursdwang op te leggen aan Loesje en de organisatie verantwoordelijk te stellen voor het illegaal plakken van posters. Rechters stelden de gemeenten in het ongelijk. Het verweer van Loesje was dat zij niet verantwoordelijk is voor daden van derden. Ook mensen die de posters plakten, zijn betrokken geweest bij rechtszaken. De APV van veel gemeenten bevat een algeheel verbod tot het aanbrengen van posters, soms mag het op aangewezen plaatsen. Zo willen gemeenten de onesthetische aanblik en de overlast van een volgeplakte omgeving voorkomen.
De mogelijkheid om wegens redenen van algemeen belang de uitoefening van de grondrechten der burgers te beperken, is eveneens wettelijk vastgelegd in artikel 10 van het Europees Verdrag voor de Rechten van de Mens en artikel 7 van de grondrechten van het Koninkrijk der Nederlanden.
In sommige processen rond de plakkers van Loesjeposters werd geoordeeld dat het lokale verbod in overeenstemming was met het genoemde grondrecht. In andere processen werd de gemeente gemaand in voldoende aanplakplaatsen te voorzien. Wanneer dat niet gebeurde, was dat voor de rechter reden om de APV tijdelijk buiten werking te stellen. De plakker had enerzijds wel de APV overtreden; anderzijds bleef ook de gemeente in gebreke door een tekort aan openbare aanplakplaatsen. Voor de rechter was dit een reden om het desbetreffende artikel 'plakken en kladden' uit de APV tijdelijk buiten werking te stellen. De plakker werd ontslagen van rechtsvervolging.

## Publicaties
- Loesje (1986)
- Dagboek (1987)
- Loesje: strip (1987)
- Mooi hė, alles (1989)
- Stem niet op mij: Verkiezingsprogramma (1989)
- Rode peper: rondreis door Oost-Europa (1990)
- Wanneer de liefde niet wil wijken (1990)
- Nieuwe kansen (1991)
- Nieuwe kansen - nu ook internationaal (1992)
- Rood wit paars violet (1991)
- Loesje scheurkalender (vanaf 1991 jaarlijks)
- Wanneer de liefde niet wil wijken: met gratis cursus liefdesbrieven schrijven (1992)
- Het gedicht van Nederland (1992)
- De homo calculus (1993)
- 101 smoezen voor scholieren (1993)
- Gij zult bloemlezen (1994)
- Rood wit paars violet 2e druk (1994)
- Mmmmh jaah kussen (1994)
- Huishouden voor scholieren (1994)
- Blijf niet hangen, wapper (1995)
- Breekie breekie (1995)
- Hey Peter, let’s do something about it (1996)
- De worm is los (1996)
- 1997, luchtkastelen en andere praktische plannen voor de volgende eeuw (1996)
- Zevenklapper (1996)
- Reis om de wereld in tachtig sprongen: Zevenklapper (1997)
- Geen ramp zo wreed of er staat wel een journalist bij te geilbekken; Zevenklapper (1997)
- Waarom begint de toekomst altijd na school? (1997)
- Humor, verbeelding en initiatief: Loesje 15 jaar postermodel (1998)
- Loesje: strip 2de druk (1999)
- Initiatief zoek nemer (m/v) (1999)
- Ik besloot dat ik alles kon - Loesje 18 jaar (2001)
- Loesje: een overzicht van 18 jaar posters (2001)
- Meer streken in de wind (2002)
- Noem mij maar risico (2002)
- Ga en praat met vreemden (2003)
- Hoezo crisis (2003)
- Ga je mee oproer kraaien (2004)
- Ervaar Europa mijd Brussel (2004)
- Trek het je wel aan (2004)
- Liefde moet je laten gaan (2005)
- Wees het addertje onder het gras: jaaroverzicht 2005 (2005)
- Wie zegt wat hoort: scholierenboekje (2006)
- Soms moet je sneller zijn dan de klos: jaaroverzicht 2006 (2006)
- Amsterdam ligt voor u open (2007)
- Je weet pas of het leven hard is als je je tanden erin zet: jaaroverzicht 2007 (2007)
- Heb je in je hoofd nog ruimte voor waanzinnige plannen (2008)
- Loesje 25 jaar: posters die de wereld veranderen (2008)
- Wees jezelf en geef de wereld een slinger: jaaroverzicht 2009 (2009)
- Zorgen moet je doen niet maken (2010)
- Kijk ik om me heen, sta ik midden in het leven: jaaroverzicht 2010 (2010)
- Aan het strand is iedereen directeur (2011)
- Als ik het even niet meer weet, doe ik altijd een stapje vooruit: jaaroverzicht 2011 (2011)
- Kom gerust een kopje suiker lenen (2012)
- Hoe behap je de wereld, gewoon bij de lekkerste stukjes beginnen - een creatieve gebruiksaanwijzing voor de rest van de eeuw (2012)
- Zekerheid is voor de twijfelaars: jaaroverzicht 2012 (2012)
- Ik wil best wat leren maar ik ben geen dom sponsje (2013)
- Terugblikken, voor je het weet lazer je achterover de toekomst in: jaaroverzicht 2013 (2013)
- Blaat het niet, dan schaapt het niet (2014)
- Onbereikbare doelen gaan zo lekker lang mee: jaaroverzicht 2014 (2014)
- Geluk is een richting, geen punt (2015)
- Heeft u vaak last van keuzestress? Ja; nee; nu wel: jaaroverzicht 2015 (2015)
- Zet je telefoon uit. De wereld heeft je nodig. (2019)
- Wees jezelf, er zijn al zoveel anderen (2021)

Loesje brengt sinds 1993 elk jaar een schoolagenda uit en er worden verjaardagskalenders, scheurkalenders en postkaarten uitgegeven.
Daarnaast verschijnt maandelijks het Loesje bulletin, met posters en verslagen van actieve leden.